# Medailové pořadí na Letních olympijských hrách 1896

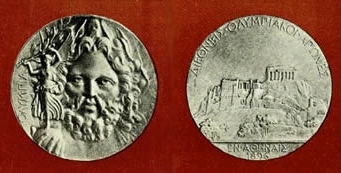
Stříbrná medaile udělovaná vítězům všech disciplín během Letních olympijských her 1896 v Athénách v Řecku.

Toto je medailové pořadí zemí na Letních olympijských hrách 1896, prvních moderních Olympijských hrách, které se konaly v Athénách v Řecku od 6. dubna 1896 do 15. dubna 1896. Těchto her se zúčastnilo 241 sportovců ze čtrnácti zemí ve 43 disciplínách v devíti sportech.dubna 1896. 
Deset ze čtrnácti účastnících se zemí získalo medaile a Smíšený tým, tým složený z atletů z mnoha národů, získal tři medaile. Nejvíce zlatých medailí (11) vyhrály Spojené státy americké, zatímco pořadatelská země, Řecko, získala celkově nejvíce medailí (46), stejně jako nejvíce stříbrných (17) a bronzových (19) medailí, měla o medaili méně než Spojené státy americké.

## Počet medailí

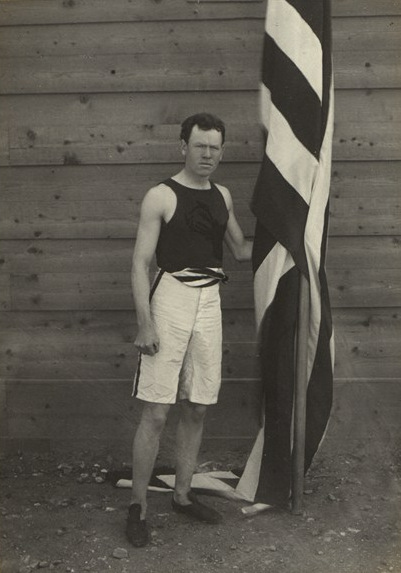
James Connolly ze Spojených států amerických se stal prvním olympijským šampionem moderní éry svým vítězstvím v trojskoku na Letních olympijských hrách 1896.

Toto je kompletní tabulka počtu medailí udělených na Letních olympijských hrách 1896 podle údajů Mezinárodního olympijského výboru.
| Pořadí | Země                         | Zlato | Stříbro | Bronz | Celkem |
| 1      | Spojené státy americké (USA) | 11    | 7       | 2     | 20     |
| 2      | Řecko (GRE)                  | 10    | 17      | 19    | 46     |
| 3      | Německo (GER)                | 6     | 5       | 2     | 13     |
| 4      | Francie (FRA)                | 5     | 4       | 2     | 11     |
| 5      | Velká Británie (GBR)         | 2     | 3       | 2     | 7      |
| 6      | Maďarsko (HUN)               | 2     | 1       | 3     | 6      |
| 7      | Rakousko (AUT)               | 2     | 1       | 2     | 5      |
| 8      | Austrálie (AUS)              | 2     | 0       | 0     | 2      |
| 9      | Dánsko (DEN)                 | 1     | 2       | 3     | 6      |
| 10     | Švýcarsko (SUI)              | 1     | 2       | 0     | 3      |
| 11     | Smíšené družstvo (ZZX)       | 1     | 1       | 1     | 3      |
| Celkem | Celkem                       | 43    | 43      | 36    | 122    |